# Chas
Chas – miejscowość i gmina we Francji, w regionie Owernia-Rodan-Alpy, w departamencie Puy-de-Dôme.
Według danych na rok 1990 gminę zamieszkiwało 268 osób, a gęstość zaludnienia wynosiła 76 osób/km² (wśród 1310 gmin Owernii Chas plasuje się na 586. miejscu pod względem liczby ludności, natomiast pod względem powierzchni na miejscu 1027.).